# Antonio López de Haro
El licenciado Antonio López de Haro fue un jurista español, que ocupó el cargo de oidor de la Real Audiencia de Charcas.
Fue natural de la villa de Cuéllar, en la provincia de Segovia (España), e hijo de Juan López de Llanos y de María Sáenz del Castillo. Pasó a La Plata en 1559. 
Fue uno de los cuatro primeros oidores de la recién fundada Real Audiencia de Charcas, junto con Pedro Ramírez de Quiñones, Juan de Matienzo y Martín Pérez de Recalde, que tomaron posesión de su cargo el 7 de septiembre de 1561. En 1573 criticó duramente la forma de vida de los indígenas chichas, de la que aseguró era abominable, y contraria a la ley divina y humana, puesto que eran apóstatas, idólatras y homicidas antropófagos.